# Lewistown (Montana)
Lewistown je město v USA, v centrální Montaně. Leží na východním předhůří Skalnatých hor, mezi horskými masivy Big Snowy Mountains na jihu a Judith Mountains na severovýchodě, v nadmořské výšce 1204 m n. m. Je sídlem okresu Fergus County a žije zde 5 901 obyvatel (2010).
Jižně od města se rozkládá chráněný les Lewis and Clark National Forest a město je obsluhováno regionálním letištěm Lewistown Municipal Airport.

## Osobnosti města
- Loren Wilber Acton (* 1936), fyzik a astronaut